# Auguste Ambert
Pour les articles homonymes, voir Ambert (homonymie).
Pas d'image ? Cliquez ici

a Compétitions nationales et continentales officielles uniquement.

b Matchs officiels uniquement.
Auguste Ambert, né le 15 avril 1928 à Gruissan (France) et mort le 25 janvier 2008 à Narbonne (France), est un joueur français de rugby à XV et international français de rugby à XIII évoluant aux postes de centre ou de demi d'ouverture.

## Biographie
Après des débuts en rugby à XV au RC Narbonne, il décide de changer de code et de rejoindre le rugby à XIII en s'engageant pour le FC Lézignan en 1950. La Fédération française de rugby à XV le radie alors.
En décembre 1955, évoluant alors à Marseille XIII, il connaît sa première sélection en équipe de France contre la Grande-Bretagne. Antoine Jimenez, titulaire au poste, déclare forfait quelques jours avant cette rencontre, obligeant le triumvirat, Antoine Blain-Jean Duhau-René Duffort, à la tête de l'équipe de France d'appeler en urgence un remplaçant et nomme Auguste Ambert. Pour ses débuts, Ambert est associe à la charnière au villeneuvois Pascal Eito, quant à son coéquipier Jean Dop il est replacé à l'arrière. Cette rencontre constitue les retrouvailles entre les deux équipes finalistes de la première édition de la Coupe du monde en 1954 dans le même stade, à savoir le Parc des Princes. Devant près de 18 000 spectateurs, la France bat la Grande-Bretagne 17 à 5 où la presse indique qu'« Ambert a tenu son rôle convenablement » en l'absence de Jimenez.
Se seconde sélection a lieu le 1er novembre 1956. Il pallie de nouveau une absence, celle de Jacques Merquey et est associé à Guy Lucia contre l'Australie. La rencontre se déroule de nouveau au Parc des Princes devant plus de 10 000 spectateurs.

## Palmarès
- Collectif :
  - Vainqueur de la Coupe de France : 1957 (Marseille).
  - Finaliste de la Coupe de France : 1955 (Marseille).

### Détails en sélection en équipe de France
| 1. | 11 décembre 1955  | Grande-Bretagne | 17-5 | Test-match | Demi d'ouverture | - | - | - | - |
| 2. | 1er novembre 1956 | Australie       | 8-15 | Test match | Demi d'ouverture | - | - | - | - |